# Республиканское агентство по закупкам Азербайджана
Республиканское агентство по закупкам Азербайджана является правительственным учреждением в рамках Кабинета Министров Азербайджана, осуществляющим регулирование деятельности, связанной с закупкой товаров (работ, услуг), приобретенных на государственные средства в Азербайджане. Комитет возглавляет Шахин Аббасов.

## История
Агентство по государственным закупкам было учреждено Указом Президента № 583 от 16 мая 1997 года. Его формальный устав был утвержден Указом № 855 Президента Азербайджанской Республики от 20 февраля 2003 года.
Упразднено УП АР №899 от 20 мая 2016 года. Полномочия в части государственных закупок переданы Государственной службе по антимонопольному надзору и контролю за потребительским рынком при министерстве экономики Азербайджана.

## Структура
Агентство возглавляется его директором и начальником штата. Агентство имеет отдел организации обучения, отдел международных отношений, права и рассмотрения жалоб, сектор организации обучения по международным связям, Отдел экономического анализа и контроля, сектор экономического анализа, общий отдел, отдел регулирования закупки товаров (работ, услуг) и сектор электронных баз данных. Основными функциями агентства являются создание и совершенствование правовой базы, которая осуществляет контроль государственных закупок в стране; обеспечение контроля за законностью закупок товаров и услуг, приобретенных за счет средств, предоставленных правительством, контроль за тендерной деятельностью правительства, принятие мер по повышению квалификации специалистов в области государственных закупок, обеспечение справедливой конкуренции в тендерах по государственным закупкам и т. д. в числе первых документов, агентство были хартии "О закупке товаров (работ, услуг) за счет бюджетных организаций. По данным агентства, оно организовало 8636 тендеров на сумму подписанных контрактов в 998 300 000 манатов в 2009 году.

## Задачи агентства
1. осуществление государственной политики в сфере закупки товаров (работ и услуг) на средства, выделенные государством;
2. участие в создании и совершенствовании нормативно-правовой базы, регулирующей государственные закупки в Азербайджанской Республике, подготовка и представление на утверждение Президента Азербайджанской Республики и Кабинета Министров Азербайджанской Республики правил, инструкций, других документов по государственным закупкам;
3. наблюдение за законностью закупки по тендеру на государственные средства товаров (работ и услуг) и выполнением договоров, разбор спорных ситуаций при обнаружении фактов нарушения законодательства приостановление закупочных процедур на установленный законодательством срок и при необходимости постановка перед закупающей организацией вопроса об отмене результатов тендера;
4. организация тренингов для персонала, а также мероприятий и конференций с целью повышения квалификации специалистов;
5. определение порядка составления отчетности по государственным закупкам, обеспечение доведения до общественности нормативно-правовых актов, документов и сведений, регулирующих государственные закупки;
6. подготовка и представление годовых отчетов по государственным закупкам Президенту Азербайджанской Республики, Кабинету Министров Азербайджанской Республики;
7. создание базы данных о государственных закупках;
8. сотрудничество соответствующими организациями зарубежных стран в установленном законодательством порядке с в области государственных закупок;
9. исследование спорных вопросов в процедурах государственных закупок, при нарушении требований законодательства принятие мер в соответствии с Законом Азербайджанской Республики «О государственных закупках»;
10. выполнение других задач, определенных законодательством Азербайджанской Республики.

## Функции агентства
1. Надзор за законностью закупок товаров (работ и услуг) за счет государственных средств на конкурсной основе и за выполнение контрактов;
2. Оказывание методологической и организационной помощи, консультирование закупочных агентств по организации и проведению государственных закупок, организация курсов дополнительной подготовки специалистов государственных закупок закупочных организаций,
3. Проведение семинаров, тренингов и конференций, подготовка соответствующих учебных материалов и осуществление других видов деятельности в пределах своей компетенции;
4. В рамках сотрудничества с иностранными государствами в сфере государственных закупок, проведение переговоров в соответствии с законодательством и участие в подготовке международных соглашений;
5. Обеспечение защиты государственных интересов и интересов Азербайджанской Республики в случаях и порядке, установленных законом в сфере государственных закупок, и принятие необходимых мер для этой цели;
6. Внесение предложений в Кабинет министров Азербайджанской Республики о сфере применения и правилах льгот;
7. Определение правил составления отчетов государственных закупок, обеспечение гласности нормативно-правовых актов, документов и информации, регулирующих государственные закупки;
8. Подготовка годовых отчетов о государственных закупках, представление Президенту Азербайджанской Республики и Кабинету министров Азербайджанской Республики;
9. Принятие письменных решений по жалобе, поданной в сроки, указанных в законодательстве, обоснование причины этого решения и указание предоставленных средств правовой защиты, если таковые предоставляются;
10. Выполнение других функций, предусмотренные законодательством Азербайджанской Республики.

## Права агентства
1. Подготовка, утверждение и участие в создании и совершенствовании нормативных правовых актов, регулирующих государственные закупки в пределах их компетенции;
2. принятие мер по легитимности закупок товаров (работ и услуг) за счет государственных средств, контроль за исполнением договоров, расследования спорных вопросов для предотвращения нарушений законодательства;
3. использование грантов и займов, предоставленных Агентству международными финансовыми учреждениями для оказания помощи в создании институциональной основы государственных закупок;
4. Принятие соответствующих мер в пределах своей компетенции в порядке, установленном законом в случае нарушения закона в работе тендерных комиссий;
5. сотрудничество с государственными и неправительственными организациями зарубежных стран в соответствии с законодательством;
6. Привлечение экспертов из государственных учреждений к участию в своих обязанностях в соответствии с законодательством, включая разработку нормативных правовых актов, проведение экспертиз и консультаций или привлечение независимых экспертов на контрактной основе;
7. Создание научно-технической, экономической и нормативной правовой базы данных в области государственных закупок, организация консультационных услуг, изучение соответствующей информации и распространение опыта государственных закупок,
8. Представление соответствующих предложений и информации в соответствии с законодательством Азербайджанской Республики о государственных закупках;
9. Если закупающая организация определяет, что грузоотправитель (подрядчик) имеет дело с мошенничеством с целью влияния на любое решение о процедурах закупок, принятие мер в соответствии с процедурами и в порядке, установленном законодательством;
10. Утверждение внедрения других методов закупок, когда сметная стоимость товаров (работ и услуг) превышает минимальную сумму, определенную Министерством финансов Азербайджанской Республики;
11. Утверждение решения закупающей организации использовать метод закупок из одного источника в порядке, установленном законодательством;
12. Утверждение решения закупающей организации отклонить предложение, если цена любого тендерного предложения существенно отличается от вероятной стоимости товаров (работ и услуг);
13. Рассмотрение жалобы, поданной грузоотправителем (подрядчиком), который понесет убытки или ущерб в результате неспособности закупающей организации выполнить свои обязательства, изложенные в законодательстве, и незамедлительное уведомление об этом приобретающей организации (или органа по сертификации);
14. Получение копии окончательного конкурса и отчета о закупках;
15. Осуществлять иные права, предусмотренные законодательством Азербайджанской Республики.